# Partido Socialista de Francia
El Partido Socialista de Francia (PSdF) (en francés: Parti socialiste de France) fue un partido socialista francés activo entre 1902 y 1905.
Originalmente, el PSdF fue denominado Unidad Socialista Revolucionaria (francés:Unité socialiste révolutionnaire), organización surgida del acuerdo entre guesdistas, blanquistas y la Alianza Comunista Revolucionaria entre junio y noviembre de 1901.
Fue fundado en 1902 con la denominación de PSdF en el Congreso de Commentry, como consecuencia de la fusión entre el Partido Obrero Francés (POF) marxista de Jules Guesde y el Partido Socialista Revolucionario (PSR) blanquista, liderado por Édouard Vaillant. En las elecciones legislativas de ese mismo año, el PSdF obtiene 14 diputados.
El PSdF constituye una etapa en el proceso de unificación de los socialistas franceses, que culminará en 1905 con la constitución de la Sección Francesa de la Internacional Obrera (Section française de la International ouvrière, SFIO) por la fusión del propio PSdF y el Partido Socialista Francés de Jean Jaurès.
- Datos: Q3176156